# Sukō
Sukō (jap. 崇光天皇 Sukō tennō; ur. 25 maja 1334, zm. 31 stycznia 1398) — cesarz Japonii i 3. pretendent do tronu, według tradycyjnego porządku dziedziczenia. Był on znany jako 3. cesarz Dworu północnego w okresie Namboku-cho sporów dynastycznych w latach 1331/92.
Przed wstąpieniem na tron nosił imię książę Okihito (jap. 興仁親王 Okihito-shinnō).
Sukō panował w latach 1348–1351.
Mauzoleum cesarza Sukō znajduje się w dawnym prefekturze Kioto. Nazywa się ono Daikōmyō-ji no misasagi.